# Paix perpétuelle (Saint-Empire)
Pour les articles homonymes, voir Paix perpétuelle.
 (mai 2018).

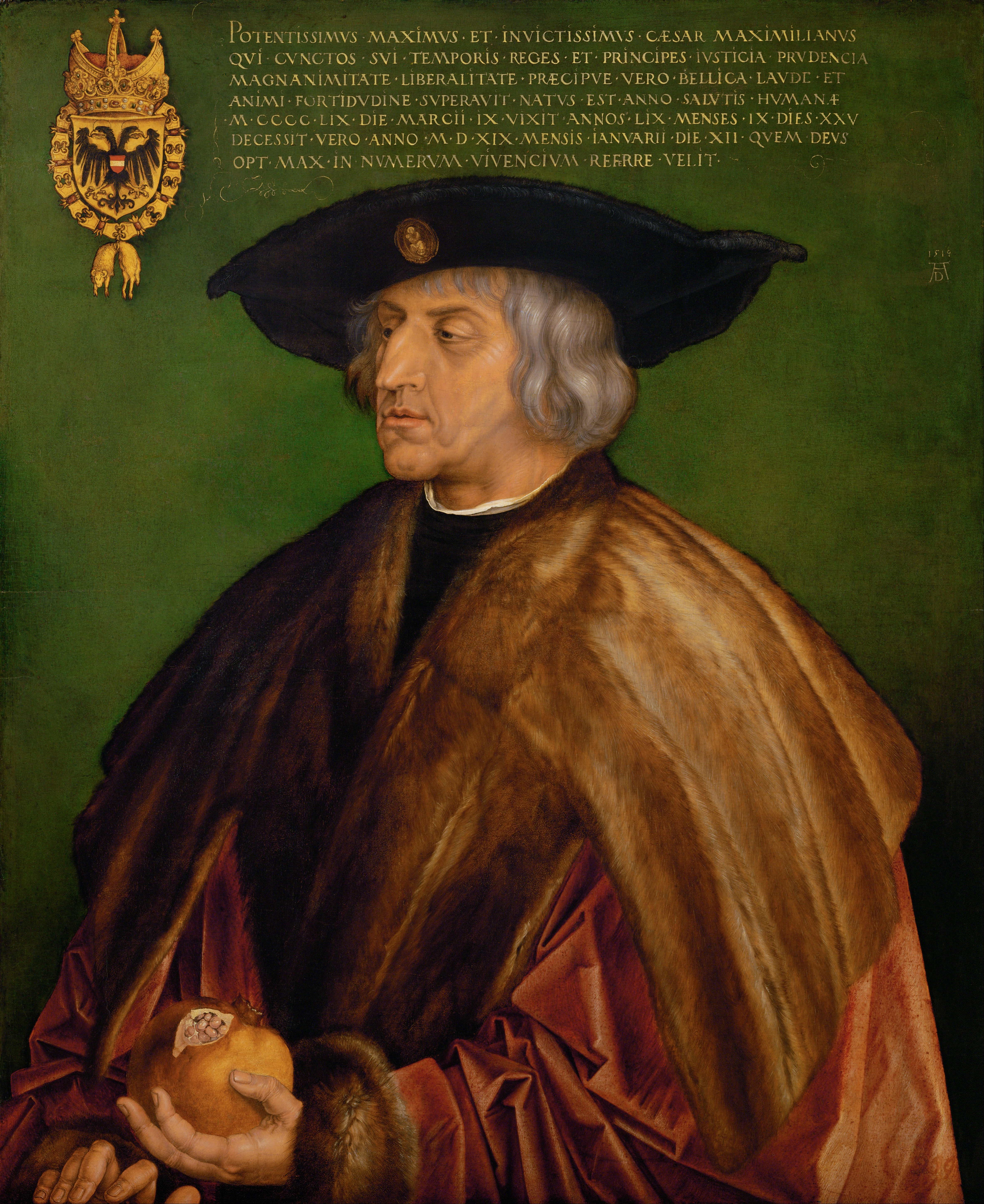
Maximilien Ier

La paix perpétuelle (en allemand : Ewiger Landfriede), déclarée le 7 août 1495 sous l'empereur Maximilien Ier, prononce la suspension définitive et permanente du droit de se rendre justice soi-même dans tout le Saint-Empire romain germanique. En réalité, les querelles se poursuivent au sein même de l'Empire jusqu'au XVIe siècle en dépit de l'interdiction formelle.
La paix perpétuelle conclut le développement du mouvement d'ordre public qui après plusieurs tentatives pendant le XIIe siècle aboutit à un échec significatif à la paix de Mayence en 1235. Elle visait prioritairement la petite bourgeoisie qui n'avait pas suivi pendant le procès de la formation des territoires majestueux. Cette « joie de se rendre justice soi-même » contredisait l'intention des princes d'Empire et des villes libres qui voulaient consolider leurs territoires et leur apporter la paix. L'application des droits ne devait plus se faire par le combat mais par le chemin juridique.
La loi d'Empire fut prononcée à la Diète de Worms. Ainsi, le pouvoir du chemin juridique était en théorie mis en place devant les instances de l'Empire et des territoires même si l'acceptation de ce principe ne devait être possible qu'après plusieurs générations. La Paix perpétuelle formulait dans le sens moderne le monopole de l’État en particulier le pouvoir public.
La paix perpétuelle est également significative d'un autre point de vue. Elle était en vigueur partout et les infractions devaient être absolument sanctionnées. Il y avait aussi au Moyen Âge des limitations ponctuelles ou temporelles du droit à se faire justice soi-même, par exemple pendant les croisades, on a interdit les explications au sujet des absences de l'empereur hors de l'empire. Pour accepter cette paix perpétuelle, on avait besoin d'une justice fonctionnelle dans l’Empire. Pour sa préservation, on a créé le tribunal régional à Francfort-sur-le-Main comme la plus haute instance judiciaire, qui plus tard fut transféré à Spire puis Wetzlar. Comme le tribunal régional et les cercles impériaux étaient sans arrêt occupés par les États de l'empire, on a créé la protection de la paix dans l'empire qui ne fut plus le seul monopole du roi[pas clair].
En cas de violation de la paix perpétuelle, les tribunaux d'Empire pouvaient décider une « exécution d'Empire » (Reichsexekution) qui permettait aux cercles et à l'armée du Saint-Empire d'employer les armes contre le contrevenant.

## Contenu

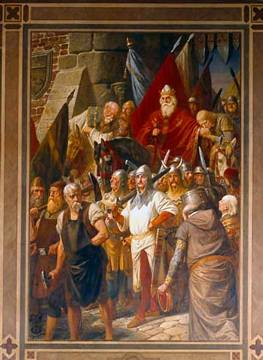
Henri IV accorde les capitulations à Mayence (tapisserie de la salle impériale du palais de Goslar, 1880).

La paix perpétuelle a été l'aboutissement du « mouvement pour la paix publique » (Landfriedensbewegung) qui, après des tentatives initiales au XIIe siècle, avait trouvé sa première expression significative dans les capitulations impériales de Mayence de 1235. Cette organisation juridique régionale s'adressait en premier lieu aux petits nobles qui n'avaient pas suivi le processus de formation des territoires seigneuriaux. Leur « féodalisme » contredisaient alors de plus en plus la volonté des princes et des villes impériales de pacifier et de consolider leurs territoires.

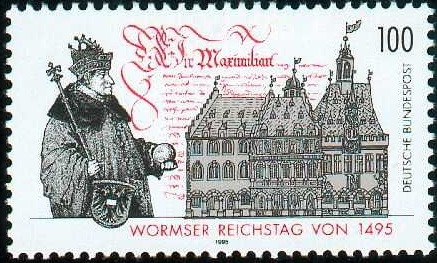
Diète de Worms de 1495 (timbre allemand 1995).

Désormais, les revendications ne doivent plus être faites dans le cadre de batailles, mais par voie judiciaire. La loi impériale a été adoptée le 7 août 1495 par la diète de Worms. Ainsi, en théorie, le processus juridique devant les autorités de l'empire et des territoires avait remplacé le recours à la force. Sa mise en œuvre concrète nécessita cependant plusieurs générations. Au sens moderne, la paix perpétuelle désigne le monopole de l'usage de la force par l'État ou les pouvoirs publics.
La formulation de la paix perpétuelle s'inscrit dans le cadre de développements parallèles semblables dans d'autres pays européens de l'époque, dans lesquels le monopole de l'usage de la force par les autorités publiques commença également à être appliqué et la gestion des conflits a passer par une médiations « légalisés ». Ce processus s'est accompagné d'une concentration du pouvoir en place auprès des monarques respectifs. Dans ces pays, le processus de formation de l'État a été achevé dans la mesure où l'on peut dire que ces pays eurent alors des frontières extérieures claires et reconnues.
Les querelles de droit privé ont été interdites et criminalisées au sein des États et à l'extérieur, les États-nations naissants ont continué à se faire la guerre.
Outre la monopolisation de la violence par les pouvoirs publics, la paix perpétuelle est significative à un autre titre. Elle était universellement et partout valable, et les violations devaient être sanctionnées partout. Des restrictions sélectives ou temporaires du droit de fief existaient déjà au Moyen Âge ; par exemple, pendant certaines Croisades, les disputes étaient suspendues ou interdites pendant la période d'absence de l'empereur de l'empire. Mais désormais, l'arbitrage princier des conflits et des décisions dans des cas individuels a été remplacé par une norme juridique qui s'imposait alors à tous, la loi pour tous.
Le Saint-Empire avait besoin d'un système judiciaire fonctionnel pour faire respecter la paix. Pour cette raison, le Reichskammergericht (tribunal de chambre impérial) de Francfort-sur-le-Main est créé en tant qu'autorité juridique suprême pour maintenir la paix perpétuelle. Il est ensuite déplacé à Speyer et Wetzlar. À partir de 1500, les districts impériaux nouvellement créés sont chargés de faire respecter la paix perpétuelle dans les différentes régions. Le respect de la paix dans l'Empire n'est plus de la responsabilité du seul roi, puisque la Cour d'appel et les cercles impériaux sont composés de domaines ou formés par les domaines impériaux.
Avec la Bulle d'or de 1356, la paix dite perpétuelle est l'une des premières lois fondamentales de l'empire, car avec son commandement d'observer le processus juridique, elle créé les bases décisives pour le développement de l'empire en une véritable communauté de droit. La plus haute cour compétente, la Cour de chambre impériale, est détachée de la cour du roi. Ainsi, le roi renonce à sa juridiction ultime sur toutes les questions de paix. Le juge de la cour de chambre est soumis au pouvoir d'appréhension. Le Reichstag est responsable de toutes les modifications apportées à la cour d'appel ou aux règles de procédure. Cela montre clairement la forte influence des domaines impériaux. La paix perpétuelle diffère de tous les ordres de paix précédents en ce que le roi ne participe à l'établissement et à la réalisation de la paix publique que par l'acte législatif souverain. L'exécution de la paix en cour et l'exécution est laissée sans restriction dans les territoires aux pouvoirs territoriaux, dont les institutions sont détachées du pouvoir de disposition du roi. Le roi ne détient donc que la souveraineté de la paix, mais n'exerce plus aucun pouvoir réel de paix.

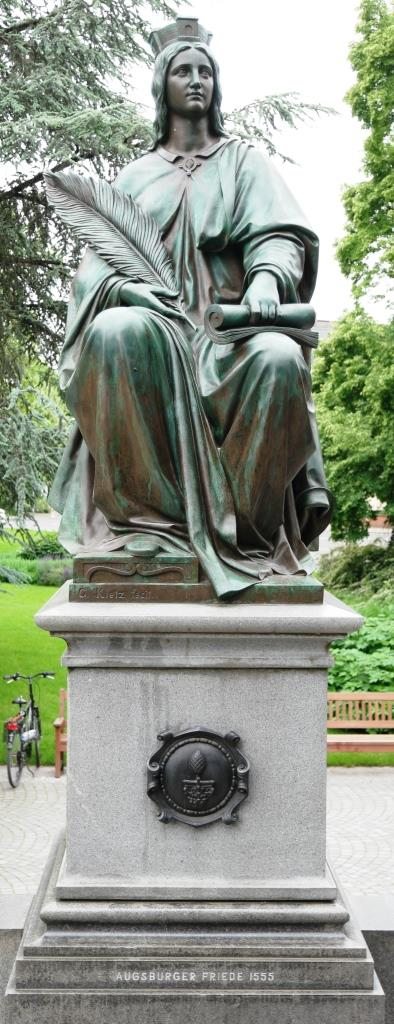
Allégorie de la paix d'Augsbourg 1555, partie du monument de Luther à Worms.

La paix perpétuelle de 1495 est la base d'un ensemble de lois pour la paix publique que l'empire a renouvelé et complété à plusieurs reprises jusqu'en 1548. La conclusion a été apportée par la Paix d'Augsbourg de 1555, qui se décrit comme une « paix constante, persistante, inconditionnelle, pour et par la paix éternelle ».

## Actualité
La protection de la paix perpétuelle est aujourd'hui encore un bien important de l'ordre juridique. L'atteinte à l'ordre public est fortement condamnée par le code pénal. L'État ne reconnaît le recours à la violence que pour certaines circonstances comme la légitime défense.